# François Brousse
François Brousse (n. 7 mai 1913, Perpignan, Franța – d. 25 octombrie 1995, Clamart, Île-de-France, Franța) a fost profesor de filozofie și a predat în special în regiunea Languedoc-Roussillon, fiind autorul a aproximativ 80 de opere incluzând poezie, eseuri (metafizice, de astronomie, istorie și ezoterică), romane, piese de teatru și cărți de povești. El a fost pionierul cafenelelor filozofice care au apărut pretutindeni în Franța la sfârșitul secolului al XX-lea.

## Opere
În cele patruzeci și ceva de cărți de poezie, François Brousse întruchipează rolul unui poet. Într-o emisiune de radio (1957), el și-a descris acest rol ca fiind „grădinarul umanității”: „De atunci, eu cred în misiunea civilizatoare pe care o au poeții. El împrăștie semințele frumuseții, admirației, entuziasmului și iubirii în subconștientul colectiv al umanității. Aceste semințe cresc încet și, prin ele, noi putem asista la dezvoltarea unui suflet, singura formă existentă de progres.”
Pe lângă interesul său pentru scris, el era bine cunoscut în orașul Perpignan pentru găzduirea unor întâlniri neoficiale în locuri publice, cafenele, magazine de plante și cu grupuri speciale, cum erau de pildă Groupe de la Quatrième Dimension 1950 (Grupul celei de a patra dimensiuni) sau Asociația France-Inde 1953. El a contribuit de asemena la numeroase ziare regionale precum Madeloc, Sources Vives, Agni, Conflent, Tramontane ș.a.m.d.
Cunoștințele și talentul său ca orator erau vizibile în conferințe, care au devenit mai frecvente după 1963. La început ținute în Prades, apoi în Perpignan și în cele din urmă răs pândite în întreaga Franță, Geneva (Elveția, 1990) și  Tell el-Amarna (Egipt, 1992).
Subiectele pe care le-a atins în aceste conferințe, care erau de obicei anunțate în presa locală, se adresau în principal scopului pe care și-l fixase lui însuși în 1945, “Una dintre misiunile mele pământești va fi nu numai aceea de a face cunoscute cheile la esoterismul hugolian, ci și misterele Sfântului Ioan și secretele lui Nostradamus .”
Văzut ca un personaj-orășean care nu poate fi clasificat și plin de culoare, el s-a descris pe sine ca „un om liniștit.” El a explicat „Prefer să meditez decât să întâlnesc oameni și să mă aflu în mulțime. Tot ce doresc este să fiu citit, întrucât am de comunicat un mesaj important. (...) Misiunea mea este de a reaprinde flacăra arzândă a poeziei, metafizicii și perfecțiunii..”
Ziarele locale franțuzești L'Indépendant, Midi Libre, La Dépêche du Midi precum și alte surse  de știri regionale și naționale i-au dedicat cel puțin două sute și cincizeci de  articlole, în timp ce periodicele au scos mai mult de trei sute de alte surse  referitoare la el într-un fel sau altul.